# POWERS OF TEN
『POWERS OF TEN』（パワーズ オブ テン）は、YUKIの2枚目のベスト・アルバム。

## 概要
JUDY AND MARY解散後、ソロで活動してきたYUKIが、2012年にソロデビュー10周年を迎えるにあたり制作されたベスト・アルバムである。ベスト・アルバムのリリースは2007年の『five-star』以来およそ5年ぶり。
今作は、ソロデビュー後リリースされた全シングルが収録され、アルバム未収録の16thシングル「ワンダーライン」が今作で初収録となる。その他にデビューシングル「the end of shite」より前に制作された「MY HAND」や、「大人になって」、1stアルバム『PRISMIC』収録の「Rainbow st.」のsuper sessionバージョンといった未発表音源3曲と、10周年を記念して書き下ろされた新曲「世界はただ、輝いて」がそれぞれ収録されている。
タイトルの『POWERS OF TEN』についてYUKIは、「10周年に出すアルバムにはもともと『10』という数字を使いたいと思っていたが、"POWERS OF TEN"という言葉しか思いつかなかった。この言葉を直訳すると"10の力"だが、数学用語では10の10乗をどんどん繰り返すという意味があり、私のこの10年の力、私を支え続けてくれた音楽の力、私を好きでいてくれるファンの思いの力など、この10年間にはたくさんの"POWERS OF TEN=10の力"が働いていたことに対する感謝の気持ちをこめてこのタイトルにした。」と語っている。
本作のプロモーションで2012年2月3日、10日放送の「ミュージックステーション」に2週連続で出演。それぞれ「ワンダーライン」「JOY」を披露した。

## 本作の仕様
本作は完全生産限定盤、初回生産限定盤、通常盤の3形態で発売。

### 豪華完全生産限定盤
- 2CD+DVD
「ゆきんこ around the world season ⅱ」、「Hello !」music video収録
- 豪華BOX仕様
- 栄光の軌跡Tシャツ
- YUKI DIG DUG（年表・ライナーノーツ）
- 「Hello !」パラパラブック

### 初回生産限定盤
- 2CD+DVD (DVDの内容は完全生産限定盤と同一)
- 三方背BOX仕様

### 通常盤
- CD2枚組

## 収録曲

### CD
| 全作詞: YUKI（特記以外）。 |                                            |                  |                  |                                            |      |
| #                          | タイトル                                   | 作詞             | 作曲             | 編曲                                       | 時間 |
| 1.                         | 「MY HAND」                                | YUKI（特記以外） | YUKI             | 亀田誠治                                   | 3:45 |
| 2.                         | 「the end of shite」(作詞: 日暮愛葉)       | YUKI（特記以外） | 日暮愛葉         | 日暮愛葉                                   | 2:42 |
| 3.                         | 「プリズム」                               | YUKI（特記以外） | Andy Sturmer     | Andy Sturmer・John Fields                  | 3:53 |
| 4.                         | 「66db」                                   | YUKI（特記以外） | YUKI             | YUKI・湯浅篤                               | 6:05 |
| 5.                         | 「スタンドアップ!シスター」                | YUKI（特記以外） | ナンバキイチロウ | YUKI & PRISMIC YUKI BAND・會田茂一         | 3:48 |
| 6.                         | 「センチメンタルジャーニー」               | YUKI（特記以外） | 松浦友也         | 會田茂一                                   | 5:24 |
| 7.                         | 「ハミングバード」(作詞: YUKI・Caravan)    | YUKI（特記以外） | Caravan          | 會田茂一・ストリングスアレンジ: 齋藤ネコ   | 4:51 |
| 8.                         | 「Home Sweet Home」                        | YUKI（特記以外） | 田中ユウスケ     | 田中ユウスケ・ストリングスアレンジ: 弦一徹 | 4:47 |
| 9.                         | 「ハローグッバイ」(作詞: YUKI・蔦谷好位置) | YUKI（特記以外） | 蔦谷好位置       | 湯浅篤                                     | 4:54 |
| 10.                        | 「JOY」(作詞: YUKI・蔦谷好位置)            | YUKI（特記以外） | 蔦谷好位置       | 田中ユウスケ・湯浅篤                       | 4:23 |
| 11.                        | 「長い夢」                                 | YUKI（特記以外） | 蔦谷好位置       | 蔦谷好位置                                 | 5:14 |
| 12.                        | 「ドラマチック」                           | YUKI（特記以外） | 蔦谷好位置       | 蔦谷好位置・ストリングスアレンジ: 弦一徹   | 4:22 |
| 13.                        | 「歓びの種」                               | YUKI（特記以外） | 蔦谷好位置       | 島田昌典・ストリングスアレンジ: 弦一徹     | 5:31 |
| 14.                        | 「Rainbow st.（Super session）」           | YUKI（特記以外） | YUKI             | YUKI・DON                                  | 6:50 |
| 合計時間:                  | 合計時間:                                  | 合計時間:        | 合計時間:        | 66:29                                      |      |

| 全作詞: YUKI。 |                            |           |            |                                                             |      |
| #              | タイトル                   | 作詞      | 作曲       | 編曲                                                        | 時間 |
| 1.             | 「メランコリニスタ」       | YUKI      | 蔦谷好位置 | 田中隼人                                                    | 4:24 |
| 2.             | 「ふがいないや」           | YUKI      | 蔦谷好位置 | YUKI & Band ASTRO・玉井健二・湯浅篤                         | 3:54 |
| 3.             | 「星屑サンセット」         | YUKI      | mugen      | YUKI・玉井健二・湯浅篤・mugen・ストリングスアレンジ: 弦一徹 | 5:03 |
| 4.             | 「ワンダーライン」         | YUKI      | 野間康介   | YUKI・玉井健二・橋本竜樹・ストリングスアレンジ: 弦一徹      | 4:33 |
| 5.             | 「汽車に乗って」           | YUKI      | 大川カズト | YUKI・玉井健二・大川カズト                                  | 5:37 |
| 6.             | 「ランデヴー」             | YUKI      | mugen      | YUKI・玉井健二・百田留衣                                    | 4:08 |
| 7.             | 「COSMIC BOX」             | YUKI      | mugen      | YUKI・百田留衣・玉井健二・湯浅篤                            | 4:49 |
| 8.             | 「うれしくって抱きあうよ」 | YUKI      | mugen      | YUKI・玉井健二・百田留衣                                    | 6:16 |
| 9.             | 「2人のストーリー」        | YUKI      | 飛内将大   | YUKI・玉井健二・百田留衣                                    | 4:56 |
| 10.            | 「ひみつ」                 | YUKI      | 大川カズト | YUKI・玉井健二・百田留衣                                    | 4:09 |
| 11.            | 「Hello !」                | YUKI      | HALIFANIE  | YUKI・玉井健二・百田留衣                                    | 3:39 |
| 12.            | 「世界はただ、輝いて」     | YUKI      | HALIFANIE  | YUKI・玉井健二・百田留衣                                    | 3:24 |
| 13.            | 「大人になって」           | YUKI      | YUKI       | 會田茂一                                                    | 5:56 |
| 合計時間:      | 合計時間:                  | 合計時間: | 合計時間:  | 60:48                                                       |      |

### DVD
| #  | タイトル                              | 作詞 | 作曲・編曲 |
| -- | ------------------------------------- | ---- | ---------- |
| 1. | 「ゆきんこ around the world season2」 |      |            |
| 2. | 「Hello !」(music video)              |      |            |

### 楽曲解説
Disc1
1. MY HAND
  - ソロデビュー後、初めて制作された楽曲。未発表音源[3]。
2. the end of shite
  - 1stシングル。
3. プリズム
  - 2ndシングル。
4. 66db
  - 3rdシングル。
5. スタンドアップ!シスター
  - 4thシングル。
6. センチメンタルジャーニー
  - 5thシングル。
7. ハミングバード
  - 6thシングル。
8. Home Sweet Home
  - 7thシングル。
9. ハローグッバイ
  - 8thシングル。
10. JOY
  - 9thシングル。
11. 長い夢
  - 10thシングル。
12. ドラマチック
  - 11thシングル。
13. 歓びの種
  - 12thシングル。
14. Rainbow st.（Super session）
  - 1stアルバム『PRISMIC』収録のRainbow st.の別バージョン。未発表音源。

Disc2
1. メランコリニスタ
  - 13thシングル。
2. ふがいないや
  - 14thシングル。
3. 星屑サンセット
  - 15thシングル。
4. ワンダーライン
  - 16thシングル。アルバム初収録。
5. 汽車に乗って
  - 17thシングル。
6. ランデヴー
  - 18thシングル。
7. COSMIC BOX
  - 19thシングル。
8. うれしくって抱きあうよ
  - 20thシングル。
9. 2人のストーリー
  - 21stシングル。
10. ひみつ
  - 22ndシングル。
11. Hello !
  - 23rdシングル。
12. 世界はただ、輝いて
  - ソロデビュー10周年を記念して書き下ろされた新曲。
  - 歌詞の中に、ソロになって発売された、楽曲名が取り入れられている。（「JOY」、「うれしくって抱き合うよ」など）
  - PVが制作されている。
13. 大人になって
  - 未発表音源。
  - 2022年には、アイナ・ジ・エンド (BiSHメンバー) がカバーしたバージョンがGalaxy 新生活キャンペーン「ずっと一緒さ。新生活」篇 CMソングに起用された[4]。

### DVD
DVDは、完全生産限定盤と初回生産限定盤に付属。
1. ゆきんこ around the world season2
2. Hello !（music video）